# Чина приморская
Чина приморская (лат. Lathyrus japonicus var. maritimus) — редкое реликтовое многолетнее травянистое растение, вид рода Чина (Lathyrus) семейства Бобовые (Fabaceae). Приведенное название соответствует устаревшему синониму Lathyrus maritimus, переводом современного латинского именования является Чина японская разновидность приморская.

## Ботаническое описание
Многолетнее редкое реликтовое травянистое растение высотой 50-70 см, серо-зеленой окраски. Стебель лежачий или восходящий, слегка ветвистый и граненый, с листовыми усиками.
Корневище разветвленное, ползучее.
Прилистники стреловидные или ланцетные с острыми ушками при основании, длиной до 3,5 см и шириной до 2 см. Листовая ось бескрылая, слегка сжатая, заканчивается простым или ветвистым усиком. Листочки (2)3-4(5)-парные, овальные, тупые или изредка заостренные, нижняя сторона голая или войлочно-волосистая.
Цветоносы до первого бутона короче листьев, соцветие-кисть негустое, с 2-6 цветками. Прицветники слабовыраженные. Чашечка ширококолокольчатая, верхние зубцы треугольные, сравнимы по длине с трубкой, нижние — ланцетно-шиловидные и длиннее трубки чашечки. Венчик 18-22 мм длиной, парус (флаг) пурпурный, с прожилками, к основанию суженный в продолговатый ноготок, крылья розово-лиловые, на длинном согнутом ноготке, лодочка округло согнутая, продолговатая по нижнему краю.
Плоды — линейно-продолговатые бобы (стручки), 4-5 см длиной, около 8 мм шириной. По форме сжатые, суженные клиновидно к основанию, оканчиваются коротким носиком. Створки боба косо-сетчатые. Семена шаровидные, сжатые, гладкие, с рубчиком около ⅓ окружности.
Хромосомное число 2n = 14.

## Распространение и экология
Природный ареал охватывает Скандинавию и Атлантическое побережье в Европе, Японию и Китай, северо-восточное побережье Северной Америки (Ньюфаундленд, Нью-Йорк), Южную Америку, Чили, побережье Тихого Океана, на территории России в Арктических регионах Европейской части и Сибири, север Дальнего Востока, на Чукотке. Вид включен в ботанический атлас растений Ленинградской области.
Произрастает по песчаным и галечниковым морским побережьям, также у некоторых больших озер, напр. Ладожского.

## Охранный статус
Вид включен в Красную книгу Псковской области со статусом 1 — "вид, находящийся под угрозой исчезновения". Встречается в нескольких популяциях на восточном берегу Чудского озера.

## Хозяйственное значение
Кормовое растение среднего достоинства. На Камчатке является любимой пищей медведей.

## Классификация

### Таксономия
Lathyrus japonicus var. maritimus (L.) J.T.Kartesz & Gandhi, 1991, Phytologia 71: 277
Разновидность Чина приморская относится к виду Чина японская (Lathyrus japonicus) рода Чина (Lathyrus) подсемейства Мотыльковые (Papilionoideae) семейства Бобовые (Fabaceae) порядка Бобовоцветные (Fabales). Таксономическая схема в соответствии с Системой APG IV по состоянию на декабрь 2023 года:
|  |                                      |  |                                   |                                   |                   |  | ещё 3 семейства | ещё 3 семейства |                 |  |                               |  | еще 214 подтвержденных видов и 19 видов, ожидающих подтверждения | еще 214 подтвержденных видов и 19 видов, ожидающих подтверждения |  |
|  |                                      |  |                                   |                                   |                   |  | ещё 3 семейства | ещё 3 семейства |                 |  |                               |  | еще 214 подтвержденных видов и 19 видов, ожидающих подтверждения | еще 214 подтвержденных видов и 19 видов, ожидающих подтверждения |  |
|  |                                      |  |                                   | порядок Бобовоцветные             |                   |  |                 |                 | род Чина        |  |                               |  |                                                                  |                                                                  |  |
|  |                                      |  |                                   | порядок Бобовоцветные             |                   |  |                 |                 | род Чина        |  | разновидность Чина приморская |  |                                                                  |                                                                  |  |
|  | отдел Цветковые, или Покрытосеменные |  |                                   |                                   | семейство Бобовые |  |                 |                 | вид Чина лесная |  |                               |  |                                                                  |                                                                  |  |
|  | отдел Цветковые, или Покрытосеменные |  |                                   |                                   |                   |  |                 |                 |                 |  |                               |  |                                                                  |                                                                  |  |
|  |                                      |  | ещё 63 порядка цветковых растений | ещё 63 порядка цветковых растений |                   |  |                 | еще 795 родов   | еще 795 родов   |  |                               |  |                                                                  |                                                                  |  |
|  |                                      |  |                                   | ещё 63 порядка цветковых растений |                   |  |                 |                 | еще 795 родов   |  |                               |  |                                                                  |                                                                  |  |

### Синонимы
- Lathyrus californicus Douglas
- Lathyrus japonicus f. acutifolius (Bab.) Fernald
- Lathyrus japonicus subsp. maritimus (Bigelow) P.W.Ball
- Lathyrus japonicus var. acutifolius (Bab.) Bässler
- Lathyrus japonicus var. glaber (Ser.) Fernald
- Lathyrus japonicus var. pellitus Fernald
- Lathyrus maritimus Bigelow
- Lathyrus maritimus (L.) Fr.
- Lathyrus maritimus subsp. acutifolius (Bab.) Pederson
- Lathyrus maritimus subsp. glaber (Ser.) C.Regel
- Lathyrus maritimus var. acutifolius Bab.
- Lathyrus maritimus var. glaber (Ser.) Eames
- Lathyrus maritimus var. pellitus (Fernald) Gleason
- Orobus maritimus (L.) Rchb.
- Pisum dasigynum Raf.
- Pisum maritimum L.
- Pisum maritimum var. glabrum Ser.
- Pisum maritimum var. minus Wahlenb.
- Pisum multiflorum Stokes